# 猪笼草科 (1873年专著)
《猪笼草科》（Nepenthaceae）是约瑟夫·道尔顿·胡克所著的关于猪笼草属植物的专著。其主要论述了在婆罗洲北部的新发现。这篇专题论文收入在奥古斯丁·彼拉姆斯·德堪多发起，由其子阿尔方斯·彼拉姆斯·德堪多继续编辑的《植物界自然系统概论》（Prodromus Systematis Naturalis Regni Vegetabilis）的第十七卷中，于1873年出版发行。其与《猪笼草属》的区别在于该书不含插图。

## 主要内容
仅在恩斯特·温施曼（Ernst Wunschmann）的《论猪笼草属》发表后的一年，胡克就出版了该专著，大大扩展了已知物种的数量。胡克總共确定了33个物种，包括7个新描述的物种：
- 二齿猪笼草
N. bicalcarata
- 西里伯斯岛猪笼草
N. celebica，之后被认为是大猪笼草的同物异名[2]
- 棘口猪笼草
N. echinostoma，之后被认为是奇异猪笼草的一个变种[2]
- 刚毛猪笼草
N. hirsuta
- 印度猪笼草
N. khasiana
- 毛盖猪笼草
N. tentaculata
- 维耶亚猪笼草
N. vieillardii

除了描述新物种之外，胡克还对已知物种进行了研究，将布兰科猪笼草（N. blancoi）和大猪笼草（N. maxima）列为“未充分了解的物种（species non satis notæ）”，而冠猪笼草（N. cristata）被认为是“具有很大疑问的物种（species admodum dubia）”。
他还描述了5个变种：
- 长毛白环猪笼草
N. albomarginata var. villosa
- 劳氏博世猪笼草
N. boschiana var. lowii，之后被描述为窄叶猪笼草[2]
- 大花叶瓮猪笼草
N. phyllamphora var. macrantha，之后被认为是奇异猪笼草的同物异名[4]
- 光叶莱佛士猪笼草
N. rafflesiana var. glaberrima
- 雪白莱佛士猪笼草
N. rafflesiana var. nivea

这些变种在现在看来大多数并不具有分类价值。在胡克看来，莱佛士猪笼草既包括了莱佛士猪笼草也包括虎克猪笼草（N. × hookeriana）。
约瑟夫·道尔顿·胡克专著的手稿基于马克斯韦尔·T·马斯特斯在1872年4月20日的《园丁纪事与农业公报》的一篇文章。许多胡克所述物种的名称首次即是出现于此，包括莱佛士猪笼草的两个变种，白环猪笼草的一个变种；被写为“N. khasyana”而未描述的印度猪笼草。

### 所述物种
该书共确定了以下33个物种（包括2个鲜为人知的物种）：
1. 翼状猪笼草
N. alata
2. 白环猪笼草
N. albomarginata
  1. 长毛变种
var. villosa
3. 苹果猪笼草
N. ampullaria
4. 二齿猪笼草
N. bicalcarata
5. 邦苏猪笼草
N. bongso
6. 博世猪笼草
N. boschiana
  1. 劳氏变种
var. lowii
  2. 苏门答腊变种
var. sumatrana
7. 西里伯斯岛猪笼草
N. celebica
8. 滴液猪笼草
N. distillatoria
9. 棘口猪笼草
N. echinostoma
10. 爱德华猪笼草
N. edwardsiana
11. 真穗猪笼草
N. eustachya
12. 小猪笼草
N. gracilis
13. 刚毛猪笼草
N. hirsuta
14. 肯尼迪猪笼草
N. kennedyana
15. 印度猪笼草
N. khasiana
16. 劳氏猪笼草
N. lowii
17. 马达加斯加猪笼草
N. madagascariensis
18. 黑瓮猪笼草
N. melamphora
  1. 血瓮变种
var. haematamphora
  2. ？亮叶变种
? var. lucida
19. 伯威尔猪笼草
N. pervillei
20. 叶瓮猪笼草
N. phyllamphora
  1. 大花变种var. macrantha
21. 莱佛士猪笼草
N. alata
  1. 光叶变种
var. glaberrima
  2. 雪白变种
var. nivea
22. 马来王猪笼草
N. rajah
23. 两眼猪笼草
N. reinwardtiana
24. 血红猪笼草
N. sanguinea
25. 毛盖猪笼草
N. tentaculata
  1. ？叶基延长变种
? var. "foliis basi longe decurrentibus"
26. N. teysmanniana
27. 毛果猪笼草
N. trichocarpa
  1. 红腺变种
var. erythrosticta
28. 维奇猪笼草
N. veitchii
29. 葫芦猪笼草
N. ventricosa
30. 维耶亚猪笼草
N. vieillardii
31. 长毛猪笼草
N. villosa

未充分了解的物种
1. 布兰科猪笼草
N. blancoi
2. 大猪笼草
N. maxima

具有很大疑问的物种
1. 冠猪笼草
N. cristata

## 属下分类
胡克第一次给猪笼草属设置两个组。他基于伯威尔猪笼草（N. pervillei）区别于其他猪笼草的浑圆种子而将其置于一个单种亚属无翼种猪笼草组（Anourosperma）中，而把其他所有的物种归入第二个亚属真猪笼草组（Eunepenthes）中。君特·贝克·冯·曼那哥塔-勒驰奈在1895奶奶的专著《猪笼草属》及赫尔曼·哈姆斯1936年的专著《猪笼草科》中对其分类进行了细化。

## 扩展阅读
- 互联网档案馆中的数字化版本